# Incendio del Palazzo del Vignola
L'incendio del Palazzo del Vignola è un tragico evento che ebbe luogo nella cittadina umbra di Todi, in provincia di Perugia, il 25 aprile 1982. Il bilancio finale fu di 35 morti e oltre 40 feriti, e costituisce uno dei più luttuosi eventi in Italia dalla fine della seconda guerra mondiale.

## I fatti
Dal 1969 lo storico Palazzo del Vignola, in precedenza sede del Seminario vescovile, era stato destinato a ospitare, nel corso di ogni primavera, una importante mostra nazionale di antiquariato. La mattina del 25 aprile 1982, ultimo giorno di apertura della XIV edizione, alle ore 11:03 all'interno dell'edificio si sviluppò un incendio, scaturito per cause mai realmente chiarite – si parlò di un corto circuito, un mozzicone di sigaretta oppure la deflagrazione improvvisa di gas, come ipotizzato dai periti di parte dell'organizzatore della mostra –, che si propagò rapidamente, favorito dai materiali altamente infiammabili (tessuti e moquette) utilizzati per l'allestimento dell'esposizione.
Nel palazzo, privo di adeguate uscite di sicurezza, in quel momento erano presenti all'incirca 150 persone fra visitatori, antiquari e personale di servizio. Molti di loro faticarono a trovare una via di fuga, mettendosi in salvo nei modi più vari: chi calandosi su corde gettate dall'esterno da soccorritori improvvisati, chi gettandosi dalle finestre sul telone di un camion prontamente accostato dal suo proprietario alla facciata del Vignola, chi scendendo su scale portate dagli abitanti tuderti subito intervenuti; il tutto prima dell'arrivo dei Vigili del Fuoco, giunti sul luogo da Perugia tre quarti d'ora dopo il manifestarsi delle prime fiamme poiché, all'epoca, Todi non disponeva di una caserma. Altre persone, invece, soprattutto all'ultimo piano, non riuscirono a mettersi in salvo, bloccate dal fumo e dal fuoco.
Per il grande numero di morti ai funerali presero parte molte autorità dell'epoca, tra cui il presidente della Repubblica Italiana, Sandro Pertini.
Sulla facciata del palazzo, nel frattempo restaurato e nel 1993 riaperto al pubblico, nel 2008 è stata collocata una lapide in memoria delle vittime. Ciò non bastò a evitare che la tragedia rimanesse una sorta di tabù nell'opinione pubblica cittadina: ancora nel quarantennale dell'incendio è stata negata dal Comune e dal Seminario di Todi, quest'ultimo il soggetto proprietario dell'edificio, l'apposizione di una seconda targa commemorativa – questa recante i nomi di tutte e 35 le vittime –, con la motivazione di non voler trasformare il Vignola, sede espositiva di mostre e altri eventi, in un «monumento funerario».

## Vittime
Questo il loro elenco in ordine alfabetico:
- Ardizzi Gabriella
- Aristei Luisa
- Baglioni Ferdinando
- Balducci Maria
- Bertini Giuseppe
- Bordacchini Mario
- Cailotto Maria Teresa
- Carissoni Gianfranco Guglielmo
- Carozzi Marco
- Colesanti Luigi
- Di Brisco Francescopaolo
- Fioravanti Renato
- Fumo Erminia
- Furfaro Gilda
- Keller Ewa Malgorzata
- Koch Ottaviano Augusto
- Lipparoni Cristiana[6]
- Lotti Roberto
- Marri Franco
- Martini Mariella
- Martini Romolo
- Mazzi Fanny
- Molli Mario
- Montaldi Maria
- Moretti Foscarina Gigliola
- Naldini Rossella
- Petrocelli Pietro
- Pirrotta Francesco
- Ranaldi Francesca
- Reichlin Andrea
- Romagnoli Tancredi
- Sardi Guido
- Scorpioni Rita
- Tinazzi Aurelio
- Verdino Vinicio Gerolamo

## Conseguenze
La tragedia, unita a quella analoga del Cinema Statuto di Torino che si verificherà meno di un anno dopo (13 febbraio 1983), ha contribuito a modificare e migliorare la normativa nazionale antincendio, all'epoca ancora inadeguata e poco chiara.